# Michele Federico Sciacca

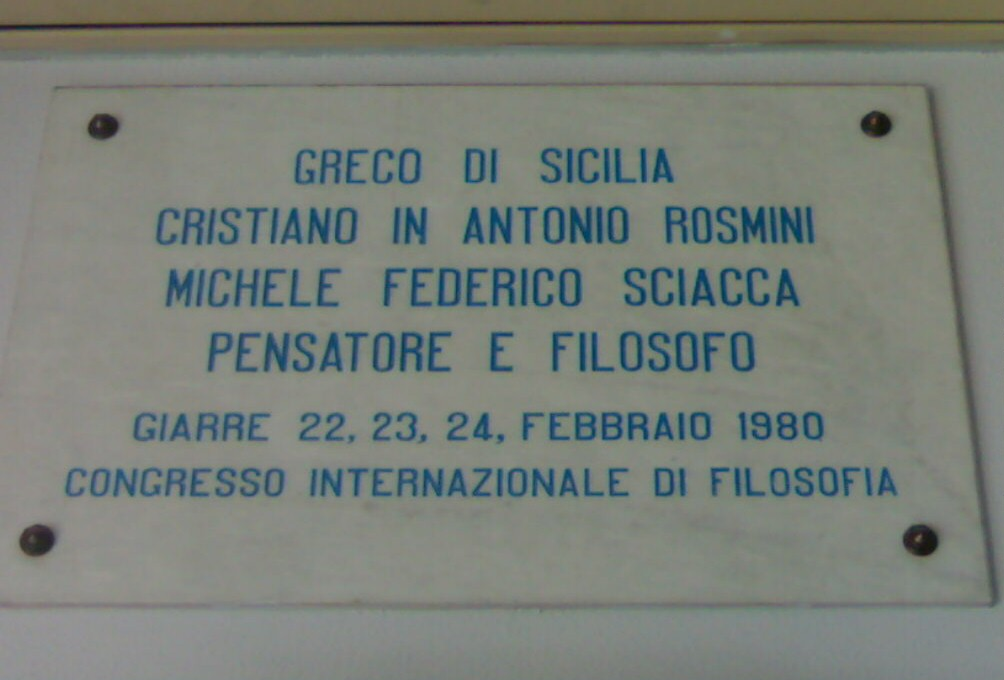
Tablica pamiątkowa na cześć Sciacci w Giarre

Michele Federico Sciacca (ur. 12 lipca 1908 r. w Giarre, zm. 24 lutego 1975 w Genui) – jeden z czołowych włoskich filozofów katolickich.

## Życiorys
Urodził się w Giarre na Sycylii, z pochodzenia był Italogrekiem. W 1926 osiadł w Neapolu, gdzie studiował filozofię. Był uczniem Antonia Aliotty. W latach 1938–1947 był profesorem uniwersytetu w Pawii, w latach 1947-1975 w Genui. W 1946 założył wydawane w Genui czasopismo "Giornale di Metafisica", którego był redaktorem naczelnym.
Myśl Sciacci dzieli się na cztery główne fazy rozwojowe. W latach 1928–1932 był zwolennikiem idealizmu aktualnego Giovanniego Gentilego i przeciwnikiem filozofii katolickiej. W latach 1932–1938 był wolennikiem krytycznego spirytualizmu. Lata 1939-1950 to okres spirytualizmu chrześcijańskiego. Swoją filozofię po roku 1950 Sciacca nazywał "filozofią integralności".
Bibliografia prac Sciacci jest ogromna - obejmuje 1747 pozycji, a wydawane od 1951 Opere complete liczą kilkadziesiąt tomów. Mimo porzucenia aktualizmu, Sciacca zawsze uważał Gentilego za jednego z najważniejszych dla niego filozofów, i nigdy nie zaakceptował w pełni tomizmu. Na tle sporu między neoaugstynistami a neotomistami we włoskiej filozofii katolickiej postulował nawet zastępowanie "neoscholastyki" "neopatrystyką". Występował przy tym w obronie tradycyjnego sposobu uprawiania filozofii, metafizyki klasycznej koncentrującej się na pojęciach Boga i Bytu, a zwalczał prądy w kulturze katolickiej dążące do "dehellenizacji chrześcijaństwa".
W obrębie krytyki Sciacci znalazł się także neoidealizm włoski, który jego zdaniem doprowadził do utożsamienia filozofii z filozofią kultury (która jest centralnym polem badań większości współczesnych filozofów włoskich), co doprowadziło do zagubienia podstawowego dla filozofii klasycznej aspektu metafizycznego. Krytykował zwłaszcza Crocego, który nawet w swojej interpretacji Hegla zagubił to, co w myśli tego filozofa jest metafizyczne, redukując heglizm do rozmyślań nad kulturą i historią. Zdaniem Sciacci winą Crocego jest zachodzący według niego podobny zwrot od metafizyki do drugorzędnych zagadnień filozofii kultury wśród uczniów Gentilego. Źródła croceańskiej myśli antymetafizycznej Sciacca widział w marksistowskich początkach filozofii Crocego.
Szeroko obecna we współczesnej myśli włoskiej redukcja całej filozofii do filozofii kultury i całej rzeczywistości do rzeczywistości historycznej (historyzm) stoi według Sciacci w ostrym przeciwieństwie do metafizycznej tradycji filozofii klasycznej. Te antymetafizyczne tendencje Sciacca określa jako "mondanizm" (z wł. mondano, świat), chcąc przez to podkreślić, że z konieczności jest to filozofia laicka, odrzucająca wszystko, co "zaświatowe" (ultramondano), ponadczasowe, ponadhistoryczne. Mondanizm jest to więc pewnego rodzaju konstrukt intelektualny Sciacci, za pomocą którego usiłuje on ująć wszystkie próby redukcji świata do jakiegoś jego elementu (niekoniecznie do kultury), zubożający myśl historyzm, naturalizm, scjentyzm, kulturalizm - wszystkie je łączy to, że gubią wartości które są odpowiednio ponadczasowe, pozanaukowe, pozakulturowe. Właśnie integralne ujmowanie wszystkich aspektów rzeczywistości w ich powiązaniu z tym, co nadprzyrodzone Sciacca nazywa "filozofią integralną".

## Wybrane prace
- L’Anima, Brescia, Morcelliana, 1954.
- La filosofia e la scienza nel loro sviluppo storico. Per i licei scientifici, Roma, Cremonese, 1965-1967 [v. 1, 1966].
- Platone (2 wyd.), Milano, Marzorati, 1967.
- Filosofia e antifilosofia, Milano, Marzorati, 1968.
- Pagine di critica letteraria (1931-1935), Milano, Marzorati, 1969.
- La Chiesa e la civiltà moderna (2 wydanie), Milano, Marzorati, 1969.
- Studi sulla filosofia antica. Con un’appendice sulla filosofia medioevale (2 wyd.), Milano, Marzorati, 1971.
- Ontologia triadica e trinitaria. Discorso metafisico teologico, Milano, Marzorati, 1972.
- Reflexiones inactuales sobre el historicismo hegeliano, Madrid, Fundación Universitaria Española, 1975.
- L’Insegnamento della filosofia : atti del II Convegno di studi, Messina, maggio 1974, Messina, Editrice peloritana, 1974.